# Fredrik Christian Lindeman
Fredrik Christian Lindeman, född den 4 december 1803, död den 29 juli 1868, var en norsk musiker, son till Ole Andreas Lindeman.
Lindeman var en ansedd improvisatör på orgel och blev faderns efterträdare som organist vid Vor Frue Kirke i Trondhjem.